# Höbertsgrub
Höbertsgrub ist eine unbewohnte Katastralgemeinde in Poysdorf im Bezirk Mistelbach in Niederösterreich.
Die Katastralgemeinde befindet sich nordöstlich von Poysdorf und bildet die gleichnamige Flur. Hier soll einst der Ort Herbortsgrub gelegen haben.